# Futbolista del Año en Estados Unidos
El Futbolista del Año en Estados Unidos (en inglés: U.S. Soccer Athlete of the Year) es un premio que otorga la Federación de Fútbol de los Estados Unidos al que ellos consideran fueron los futbolistas más destacados del año. El premio es entregado al futbolista y a la futbolista más destacados desde 1984 y 1985 respectivamente, y desde 1998, a la pareja de futbolistas jóvenes más destacados.

## Futbolistas del Año en Estados Unidos

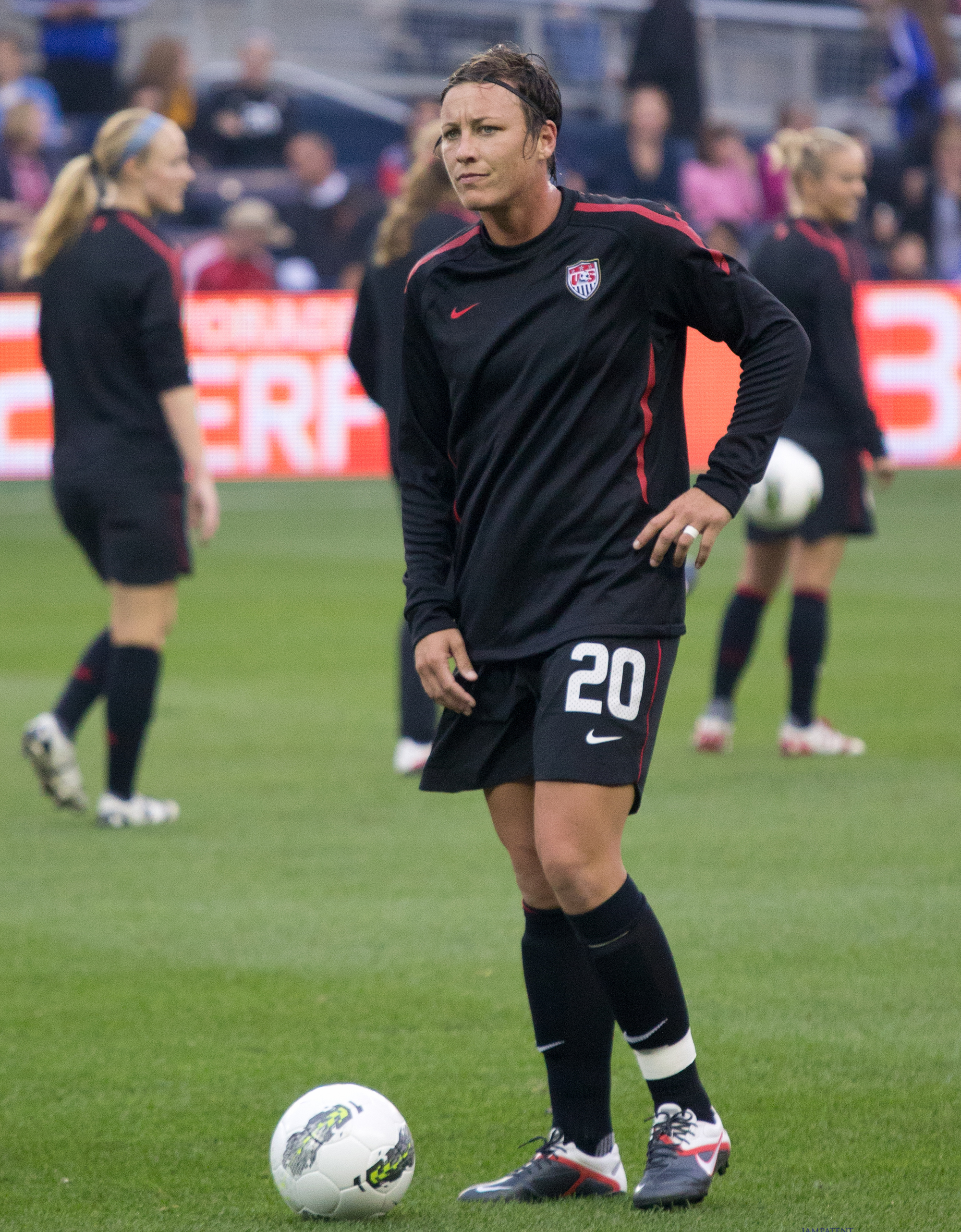
Abby Wambach ha sido elegida como la futbolista del año en seis ocasiones.

| Año  | Futbolista del Año (Masculino) | Futbolista del Año (Femenina) | Futbolista Joven del Año (Masculino) | Futbolista Joven del Año (Femenina) | Futbolista Discapacitado del Año |
| ---- | ------------------------------ | ----------------------------- | ------------------------------------ | ----------------------------------- | -------------------------------- |
| 1984 | Rick Davis                     | –                             | –                                    | –                                   | –                                |
| 1985 | Perry Van der Beck             | Sharon McMurtry               | –                                    | –                                   | –                                |
| 1986 | Paul Caligiuri                 | April Heinrichs               | –                                    | –                                   | –                                |
| 1987 | Brent Goulet                   | Carin Jennings-Gabarra        | –                                    | –                                   | –                                |
| 1988 | Peter Vermes                   | Joy Biefield                  | –                                    | –                                   | –                                |
| 1989 | Mike Windischmann              | April Heinrichs               | –                                    | –                                   | –                                |
| 1990 | Tab Ramos                      | Michelle Akers                | –                                    | –                                   | –                                |
| 1991 | Hugo Pérez                     | Michelle Akers                | –                                    | –                                   | –                                |
| 1992 | Marcelo Balboa                 | Carin Jennings-Gabarra        | –                                    | –                                   | –                                |
| 1993 | Thomas Dooley                  | Kristine Lilly                | –                                    | –                                   | –                                |
| 1994 | Marcelo Balboa                 | Mia Hamm                      | –                                    | –                                   | –                                |
| 1995 | Alexi Lalas                    | Mia Hamm                      | –                                    | –                                   | –                                |
| 1996 | Eric Wynalda                   | Mia Hamm                      | –                                    | –                                   | –                                |
| 1997 | Kasey Keller                   | Mia Hamm                      | –                                    | –                                   | –                                |
| 1998 | Cobi Jones                     | Mia Hamm                      | Josh Wolff                           | Cindy Parlow                        | –                                |
| 1999 | Kasey Keller                   | Michelle Akers                | Ben Olsen                            | Lorrie Fair                         | –                                |
| 2000 | Chris Armas                    | Tiffeny Milbrett              | Landon Donovan                       | Aly Wagner                          | –                                |
| 2001 | Earnie Stewart                 | Tiffeny Milbrett              | DaMarcus Beasley                     | Aleisha Cramer                      | –                                |
| 2002 | Brad Friedel                   | Shannon MacMillan             | Bobby Convey                         | Lindsay Tarpley                     | –                                |
| 2003 | Landon Donovan                 | Abby Wambach                  | Freddy Adu                           | Cat Reddick                         | –                                |
| 2004 | Landon Donovan                 | Abby Wambach                  | Eddie Johnson                        | Heather O'Reilly                    | –                                |
| 2005 | Kasey Keller                   | Kristine Lilly                | Benny Feilhaber                      | Lori Chalupny                       | –                                |
| 2006 | Oguchi Onyewu                  | Kristine Lilly                | Jozy Altidore                        | Danesha Adams                       | –                                |
| 2007 | Clint Dempsey                  | Abby Wambach                  | Michael Bradley                      | Lauren Cheney                       | –                                |
| 2008 | Tim Howard                     | Carli Lloyd                   | Sacha Kljestan                       | Kristie Mewis                       | –                                |
| 2009 | Landon Donovan                 | Hope Solo                     | Luis Gil                             | Tobin Heath                         | –                                |
| 2010 | Landon Donovan                 | Abby Wambach                  | Gale Agbossoumonde                   | Bianca Henninger                    | –                                |
| 2011 | Clint Dempsey                  | Abby Wambach                  | Brek Shea                            | Sydney Leroux                       | –                                |
| 2012 | Clint Dempsey                  | Alex Morgan                   | Rubio Rubin                          | Julie Johnston                      | Felicia Schroeder                |
| 2013 | Jozy Altidore                  | Abby Wambach                  | Wil Trapp                            | Lindsey Horan                       | Rene Renteria                    |
| 2014 | Tim Howard                     | Lauren Holiday                | DeAndre Yedlin                       | Morgan Brian                        | Gavin Sibayan                    |
| 2015 | Michael Bradley                | Carli Lloyd                   | Matt Miazga                          | Mallory Pugh                        | Kevin Hensley                    |
| 2016 | Jozy Altidore                  | Tobin Heath                   | Christian Pulisic                    | Ashley Sanchez                      | Adam Ballou                      |
| 2017 | Christian Pulisic              | Julie Ertz                    | Josh Sargent                         | Sophia Smith                        | Sean Boyle                       |
| 2018 | Zack Steffen                   | Alex Morgan                   | Álex Méndez                          | Tierna Davidson                     | Gracie Fitzgerald                |
| 2019 | Christian Pulisic              | Julie Ertz                    | Sergiño Dest                         | Brianna Pinto                       | Nick Mayhugh                     |
| 2020 | Weston McKennie                | Sam Mewis                     | Giovanni Reyna                       | Naomi Girma                         | CP Soccer                        |
| 2021 | Christian Pulisic              | Lindsey Horan                 | Ricardo Pepi                         | Trinity Rodman                      | –                                |
| 2022 | Tyler Adams                    | Sophia Smith                  | Yunus Musah                          | Jaedyn Shaw                         | –                                |